# Daniel Iane
Daniel Iane (n. 20 iunie 1967

) este un deputat român, ales în 2012 din partea Partidului Național Liberal.